# Huke
Fuke Rjóhei (福家亮平; Hepburn: Ryōhei Fuke; Tokió, 1981. április 20. –) ismertebb művésznevén huke japán illusztrátor, a Supercell együttes és a Team Fullmecha dizájnercsapat tagja.

## Pályafutása
A főiskola elvégezte után - ahol animációs szakon tanult - csatlakozott egy videójátékfejlesztő céghez, ahol, mint szereplő tervezőként tevékenykedett. Később úgy döntött, hogy szabadúszóként dolgozik tovább, reklámokhoz készített illusztrációkat, illetve tervezte meg azokat, de a Konami Metal Gear Solid videójáték-sorozatához is készített illusztrációkat, tervezett szereplőket. Nem sokkal utána létrehozott egy Pixiv fiókot, hogy a világhálón is összegyűjthesse a munkáit. 2007 decemberében feltöltött egy Black Rock Shooter névre keresztelt rajzot, amelyre a Supercell együttes frontembere, Ryo is felfigyelt, írt róla egy dalt. A Black Rock Shooterből 2009-ben figurákat adtak ki, 2010-ben egy anime film, 2011-ben és 2012-ben több animesorozat és videójáték adaptáció is megjelent.
A Black Rock Shooter sikerén felbuzdulva a 5pb. felkérte Hukét a Steins;Gate című visual novel szereplőinek megalkotásához. A játék sikeréhez híven animesorozat, és manga adaptációk követték, több videójátékos folytatás kíséretében.

## Főbb munkái

### Videójátékok
- Metal Gear Solid (kézikönyv manga illusztrációi, egyéb illusztrációk)
- Metal Gear Solid 3: Snake Eater (kézikönyv manga illusztrációi)
- Metal Gear Solid 4: Guns of the Patriots (szereplőtervező)
- Metal Gear Solid: Portable Ops (szereplőtervező, egyéb munkák)
- Metal Gear Solid: Portable Ops Plus (szereplőtervező, egyéb munkák)
- Metal Gear Acid 2 (weboldal manga illusztrációi)
- Steins;Gate (szereplőtervező, borító illusztrációja)
- Fate/Extra (fegyvertervező)
- Fate/Grand Order (szereplőtervező)
- Alice Order (elsődleges promóciós kép)
- Death end re;Quest (szereplőtervező)

### Egyéb illusztrációk
- Supercell – Utakata hanabi/Hosi ga matataku konna joru ni kislemez (borító illusztrációja)
- Izumi Kazujosi – EreGY novella (borító illusztrációja)
- Izumi Kazujosi – Vatasi no ovari novella (borító illusztrációja)
- Izumi Kazujosi – Giskard Dead End novella (borító illusztrációja)
- Ore no imóto ga konna ni kavaii vake ga nai animesorozat (a tizennegyedik epizód zárófőcím-dalának illusztrációja)
- Boku va tomodacsi ga szukunai animesorozat (az ötödik epizód zárófőcímének illusztrációja)
- Supercell – Kokuhaku/Bokura no asi ato kislemez (borító illusztrációja)

### Artbookok
- BLK

### Egyebek
- Black Rock Shooter (médiafeanchise, eredeti ötlet)
- Takanasi Kiara (virtuálus youtuber, illusztrátor)[6]